# Rameldange
Rameldange (luxembourgeois: Rammeldang, allemand: Rammeldingen) est une section de la commune luxembourgeoise de Niederanven située dans le canton de Luxembourg.